# Dezember 1990
Portal Geschichte | Portal Biografien | Aktuelle Ereignisse | Jahreskalender | Tagesartikel

◄ |
19. Jahrhundert |
20. Jahrhundert
| 21. Jahrhundert

◄ |
1960er |
1970er |
1980er |
1990er
| 2000er | 2010er | 2020er | ►

◄ |
1986 |
1987 |
1988 |
1989 |
1990
| 1991 | 1992 | 1993 | 1994 | ►

◄ |
September 1990 |
Oktober 1990 |
November 1990 |
Dezember 1990 |
Januar 1991 |
Februar 1991 |
März 1991 |
►
Dieser Artikel behandelt aktuelle Nachrichten und Ereignisse im Dezember 1990.

## Tagesgeschehen

### Samstag, 1. Dezember 1990

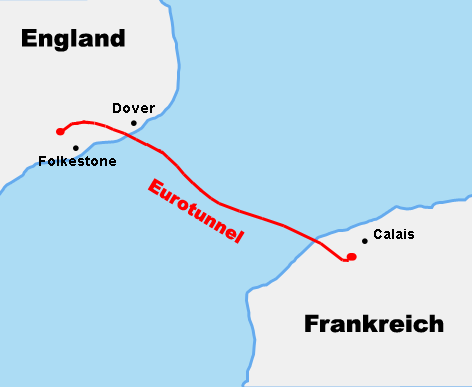
Durchschlag im Tunnel zwischen Kent und
Pas-de-Calais

- Ärmelkanal: Nach dem Durchschlag in der ersten von drei geplanten Röhren des Tunnels unter dem Ärmelkanal reichen sich die französischen sowie britischen Tunnelbauer unter dem Wasser des Atlantiks die Hände.[1]

### Sonntag, 2. Dezember 1990

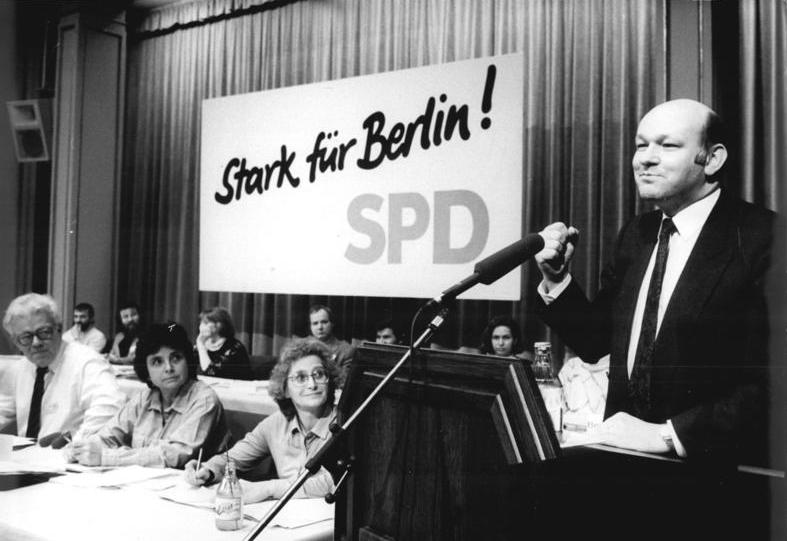
Walter Momper

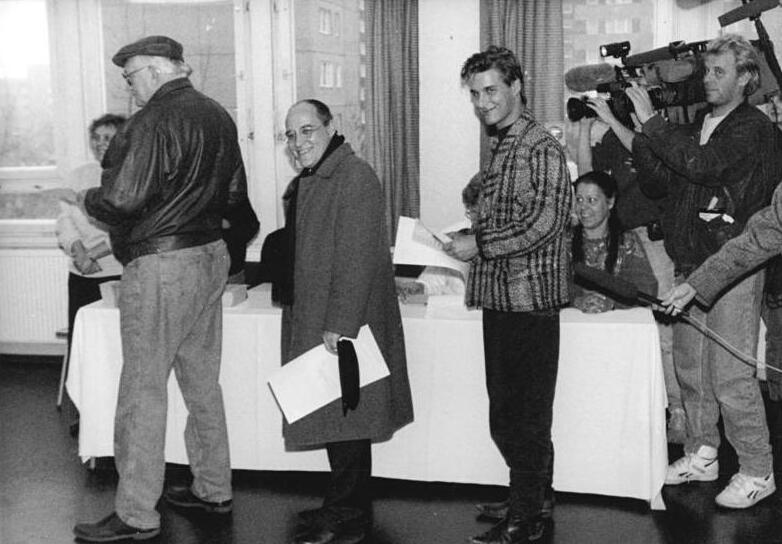
Die Berliner wählen Abgeordnetenhaus und Bundestag zugleich

- Beelitz/Deutschland: Erich Honecker wird in die Herzabteilung des Militärhospitals der Roten Armee eingeliefert. Das Außenamt im sowjetischen Moskau schließt eine Überstellung des langjährigen Staatsoberhaupts der DDR an die Berliner Justiz aus. Das Land Berlin erließ vor zwei Tagen einen Haftbefehl gegen Honecker.[2]
- Berlin/Deutschland: Bei der vorgezogenen Wahl zum Abgeordnetenhaus steigert sich die CDU mit Spitzenkandidat Eberhard Diepgen gegenüber 1989 auf 40,4 % der Stimmen. Der Zuspruch für die SPD des geschäftsführenden Regierenden Bürgermeisters Walter Momper sinkt auf 30,4 %. Erstmals, wegen der Aufhebung der Teilung Berlins ab 1989, steht die SED-Nachfolgepartei PDS zur Wahl. Sie erreicht 9,2 %.[3]
- Bonn/Deutschland: Die regierende schwarz-gelbe Koalition unter Führung von Bundeskanzler Helmut Kohl (CDU) wird bei der anlässlich der Deutschen Einheit vorgezogenen Bundestagswahl bestätigt. Im Westen liegt die CDU mit 44,3 % weit vor der SPD mit 35,7 %. Die FDP steigert sich im Westen leicht, auf rund 10 %. In den Wahlkreisen des Beitrittsgebiets vom Oktober 1990, in denen erstmals eine Wahl zum Bundestag stattfindet, erhält die CDU 41,8 % und die FDP 12,9 %. Das im Osten schwache Abschneiden der Parteien aus dem linken Spektrum bringen die Medien u. a. mit den einheitskritischen Aussagen von SPD-Spitzenkandidat Oskar Lafontaine im Vorfeld der Wahl in Verbindung.[4][5][6]

### Dienstag, 4. Dezember 1990
- Seoul/Südkorea: Im Finale der 10. Handball-WM der Frauen siegt die Sowjetunion gegen Jugoslawien mit 24:22 und wird zum dritten Mal in Folge Weltmeister. Am selben Tag trifft das seit Oktober wiedervereinigte Deutschland im Spiel um Platz 3 auf sich selbst. Die Auswahl des ehemaligen DHV (Beitrittsgebiet) gewinnt 25:19 gegen die Auswahl des DHB.[7]

### Donnerstag, 6. Dezember 1990
- Eckernförde/Deutschland: Durch Platzierung eines 5,90 D-Mark teuren Eimers am Ablauf des Lachsenbachs wird die Entstehung des Oberen Eimersees eingeleitet. Das Bachwasser soll sich auf einer Fläche von bis zu zwei Hektar zu einem Stillgewässer stauen.[8]
- Nouakchott/Mauretanien: Die Regierung unter Führung von Maaouya Ould Sid’Ahmed Taya gibt bekannt, dass im November ein Putsch abgewehrt worden sei. Etwa 500 bewaffnete Kämpfer der Ethnie Tukulor wurden hingerichtet, indessen berichtet die Nichtregierungsorganisation Human Rights Watch von circa 50.000 vertriebenen schwarzen Mauretaniern.[9][10]

### Freitag, 7. Dezember 1990
- Lingen/Deutschland: Die Betreiber der Molkewaschanlage Lingen melden die Entsorgung der letzten Säcke radioaktiv belasteter Molke aus dem Sommer 1986. Nach der Nuklearkatastrophe von Tschernobyl in der Ukrainischen SSR der Sowjetunion im April 1986 rief das Land Bayern dazu auf, Milch zu Molkenpulver zu verarbeiten. Die Bundesrepublik erwarb das Pulver 1987 für 3,8 Millionen D-Mark und kümmerte sich anschließend um die heute abgeschlossene Dekontaminierung mit Hilfe eines neu erfundenen Verfahrens zur Protein-Filterung.[11]

### Sonntag, 9. Dezember 1990

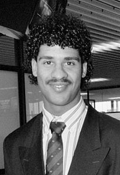
Frank Rijkaard vom AC Mailand

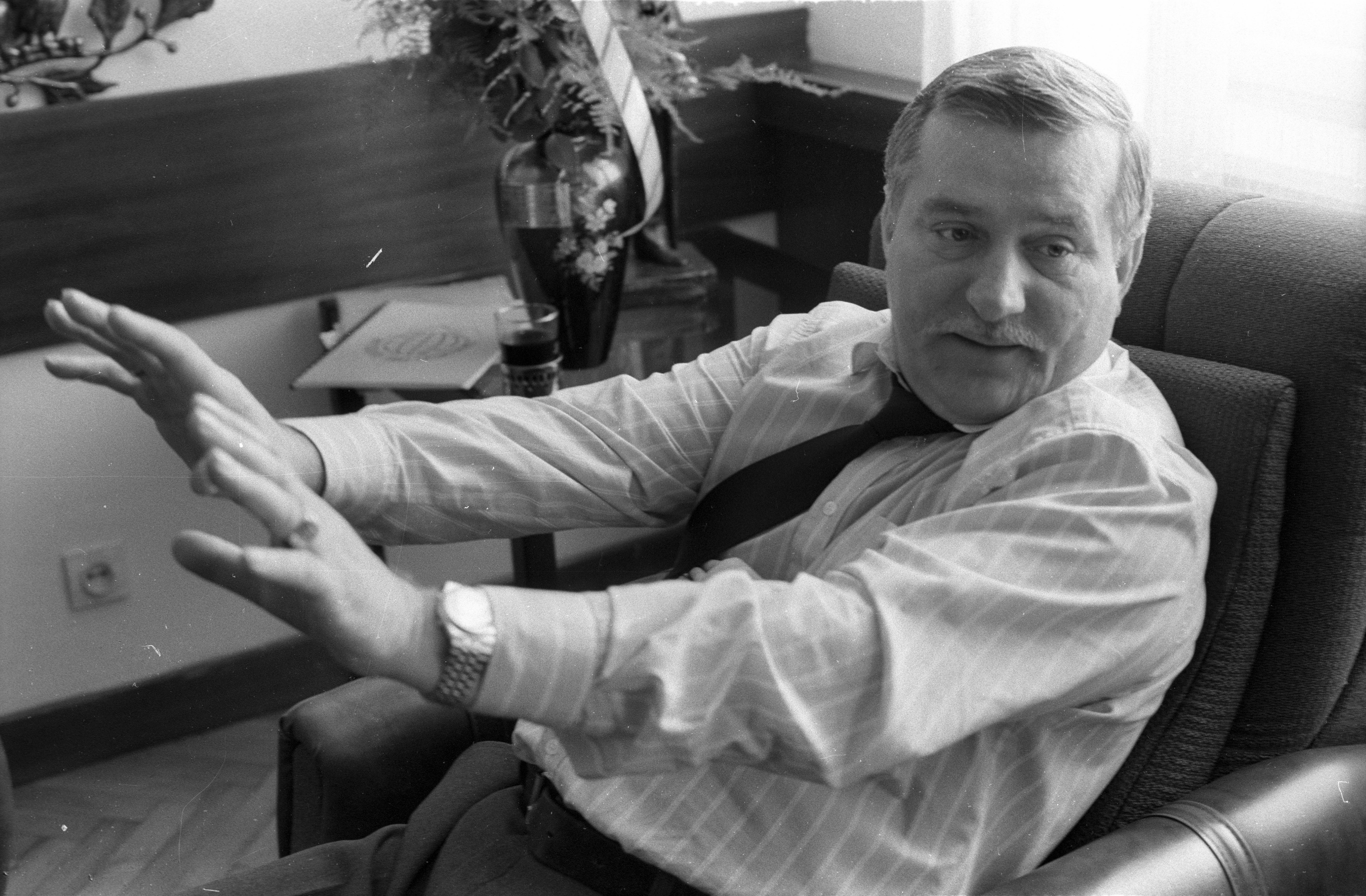
Lech Wałęsa ist Gewinner der polnischen Präsidentschaftswahl

- Stockholm/Schweden: Den so genannten „Alternativen Nobelpreis“ der Right-Livelihood-Award-Stiftung erhalten in diesem Jahr die kolumbianische Vereinigung der Landarbeiter von Carare, die deutsch-israelische Rechtsanwältin Felicia Langer, die Amerikanerin Alice Tepper Marlin, die sich für die Verbesserung von Arbeitsbedingungen engagiert, und der Lehrer Bernard Lédéa Ouédraogo aus Burkina Faso.[12]
- Tokio/Japan: Der AC Mailand aus Italien gewinnt das Spiel um den Fußball-Weltpokal für Vereinsmannschaften mit 3:0 gegen den Club Olimpia aus Paraguay. Der AC Mailand ist damit der erste Verein aus Europa, der im Besitz von drei Weltpokal-Trophäen ist.[13]
- Warschau/Polen: Der Bürgerrechtler Lech Wałęsa vom Bündnis Solidarność erreicht in der Stichwahl der Präsidentschaftswahl mit circa 74 % der Wählerstimmen die absolute Mehrheit.[14]

### Montag, 10. Dezember 1990
- Leninsk/Sowjetunion: Der Journalist Toyohiro Akiyama fliegt als erster Mensch gegen Bezahlung ins Weltall. Gleichzeitig ist Akiyama der erste Raumfahrer mit japanischer Staatsbürgerschaft.[15]

### Dienstag, 11. Dezember 1990
- Tirana/Albanien: Die Partei der Arbeit Albaniens gibt den Forderungen demonstrierender Studenten nach und erklärt die Einführung eines Mehrparteiensystems. Damit hört die 1944 gegründete „Sozialistische Volksrepublik Albanien“ um Mitternacht auf zu existieren und die Republik Albanien wird wiedereingeführt.[16]

### Mittwoch, 12. Dezember 1990
- Kroatien/Jugoslawien: Serbische Einwohner der nach Unabhängigkeit von Jugoslawien strebenden Republik Kroatien erklären das Statut der Serbischen Autonomen Region Krajina in den kroatischen Gebieten, in denen sie die Bevölkerungsmehrheit stellen beziehungsweise die sie aus strategischer Sicht für erstrebenswert halten. Das Statut soll gelten für die Regionen  Banovina, Kordun, Lika und Norddalmatien.[17]

### Freitag, 14. Dezember 1990
- Berlin/Deutschland: Nach gut 38 Jahren Laufzeit wird die TV-Nachrichtensendung Aktuelle Kamera letztmalig ausgestrahlt. Sie war zunächst die einzige und später die Haupt-Nachrichtensendung im Fernsehen der DDR beziehungsweise im Deutschen Fernsehfunk und bis 1989 dafür bekannt, strenge Vorgaben aus dem Zentralkomitee der regierenden SED zu erhalten, um ihren Auftrag zur Genese einer so genannten „sozialistischen Gesellschaft“ zu erfüllen.[18]

### Samstag, 15. Dezember 1990
- Hannover/Deutschland: Die Landessportbünde im Beitrittsgebiet vom 3. Oktober, die in Nachfolge des am 5. Dezember aufgelösten Deutschen Turn- und Sportbunds entstanden, treten dem Deutschen Sportbund bei.[19]

### Montag, 17. Dezember 1990

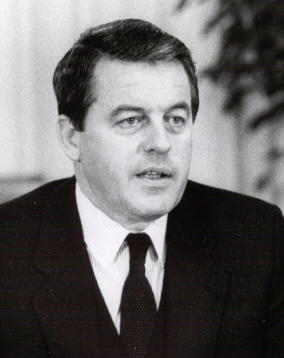
Franz Vranitzky

- Wien/Österreich: Bundespräsident Kurt Waldheim gelobt die neue Bundesregierung unter Bundeskanzler Franz Vranitzky (SPÖ) an. Die Regierung liegt erneut in den Händen einer großen Koalition aus der SPÖ und ÖVP, wobei letztere aus der Nationalratswahl im Oktober stark geschwächt hervorging.[20]

### Donnerstag, 20. Dezember 1990

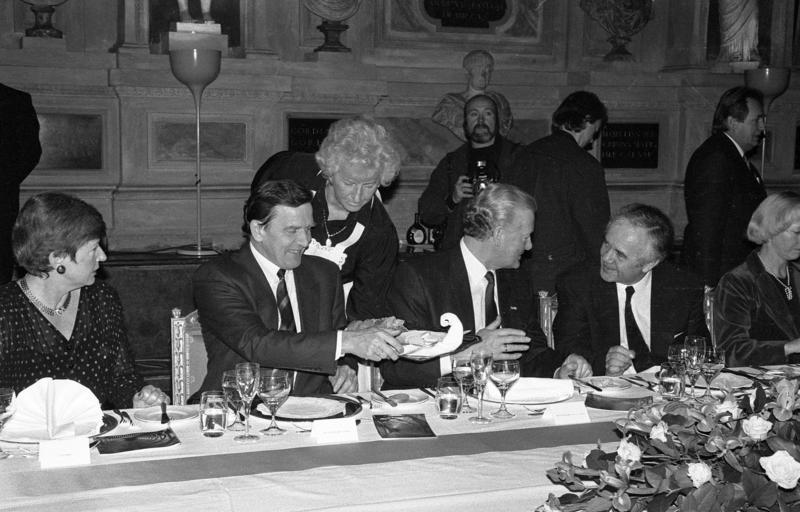
G. Schröder (Niedersachsen), M. Streibl (Bayern) und M. Stolpe (Brandenburg) in München

- München/Deutschland: Bei der Konferenz der 16 Regierungschefs der Länder steht die Milderung der Folgen der Deutschen Teilung auf dem Programm. Die Unterschiede sind drastisch, v. a. beim Wohlstand der Bevölkerung. Alle Regierungschefs bekunden ihr Interesse daran, dass sich das Beitrittsgebiet nicht zu Gunsten Westdeutschlands „entvölkert“.[21]

### Freitag, 21. Dezember 1990

Neue Flagge Kroatiens

- Zagreb/Jugoslawien: Das Parlament des kroatischen Landesteils stimmt für die Änderung der Trikolore mit dem kroatischen Wappen. Ab morgen wird dem Schild eine Krone mit den Wappen verschiedener Regionen hinzugefügt. Außerdem wird das „Schachbrett“ nicht mehr, wie es bei der rechtsextremen Ustascha üblich war und seit Juni wieder Gültigkeit hatte, links oben mit einem weißen Feld beginnen, sondern mit einem roten.[22]

### Samstag, 22. Dezember 1990
- Warschau/Polen: Vor der Nationalversammlung legt Lech Wałęsa vom Bündnis Solidarność den Amtseid als zweiter Präsident Polens nach der Wiedereinführung dieses Amtes im vorigen Jahr ab.[23]

### Dienstag, 25. Dezember 1990
- Paris/Frankreich: Als Gewinner des Goldenen Balls, dem von Sportjournalisten vergebenen Preis für Europas besten Fußballer, gibt das Magazin France Football den Deutschen Lothar Matthäus bekannt. Der Weltmeister siegt mit hohem Vorsprung auf den Nächtsplatzierten.[24]

### Sonntag, 30. Dezember 1990
- Bonn/Deutschland: Das BND-Gesetz tritt in Kraft. Es regelt u. a. Organisation, Aufgaben und Befugnisse der für das Ausland zuständigen nachrichtendienstlichen Behörde BND.[25]
- Lyon/Frankreich: Garri Kasparow aus der Sowjetunion verteidigt zum dritten Mal seinen Titel als Schachweltmeister gegen seinen Landsmann Anatoli Karpow und benötigt dazu wie in den Vorjahren 24 Partien. Als Kritiker der politischen Realität in seiner Heimat tritt Kasparow unter der Flagge Russlands an, die in der Russischen SFR nur inoffiziell verwandt wird.[26]

## Weblinks

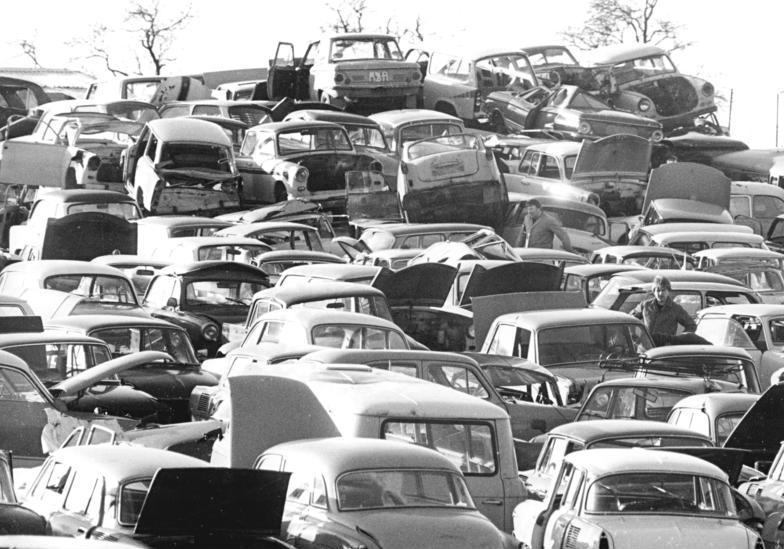
Thüringen im Dezember 1990